# Яблучне пюре

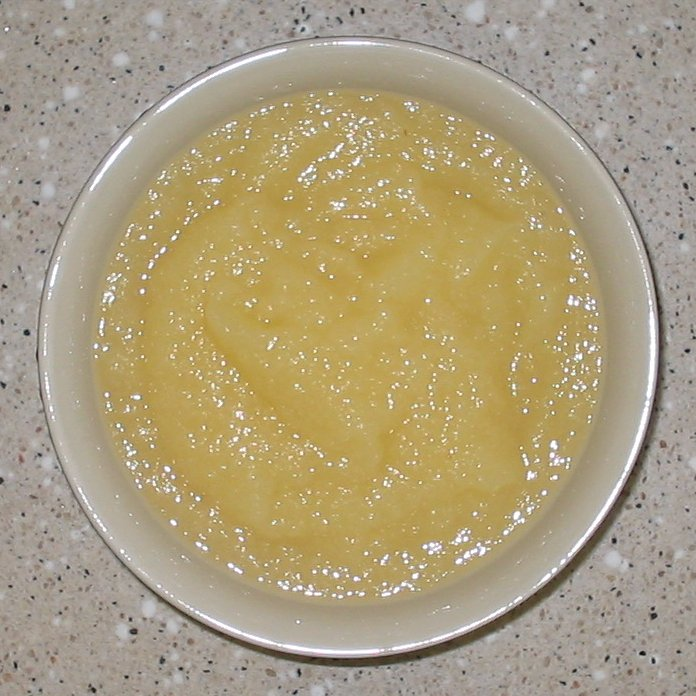
Яблучне пюре

Яблучне пюре — пюре з яблук, використовується як напівфабрикат для кондитерської промисловості, зокрема при виробництві зефіру і пастили, також його використовують як десерт або додають до таких страв, як деруни або навіть до м'яса.

## Приготування
Для приготування пюре яблука спочатку чистять від серцевини і розрізають на шматки, потім варять з додаванням цукру та кориці. В залежності від сорту яблук пюре виходить різної консистенції і кольору, від жовтого до рожевого. Значний вплив на колір пюре чинить використання шкірки яблук.

## Поживність
За даними Міністерства сільського господарства США, орієнтовно непідсолоджене яблучне пюре містить 82 % води, 18 % вуглеводів і незначну кількість жиру та білків. 100 г яблучного пюре забезпечують 68 ккал харчової енергії. Воно має кислий pH між 3,3 і 3,6.